# WEVG Salzgitter
Die WEVG Salzgitter GmbH & Co. KG (WEVG) (ursprünglich für Wasser- und Energieversorgungsgesellschaft) mit Sitz in Salzgitter ist ein Energieversorgungsunternehmen für die Sparten Strom, Erdgas, Wärme und Wasser. Das Liefergebiet ist das Stadtgebiet Salzgitter und das Umland. Die WEVG beliefert rund 55.000 Kunden im Haushalts-, Gewerbe- und Industriebereich mit Energie und Wasser. Im Jahr 2010 sind rund 260 Mitarbeiter bei der WEVG beschäftigt. Gesellschafter ist die E.ON-Tochter Avacon mit 50,2 Prozent vom Kapital und die Stadt Salzgitter mit 49,8 Prozent.

## Historisches

### Gründung und erste Jahre
Die WEVG wurde 1940 gegründet. Die Initiative zur Gründung der WEVG ging von den damaligen Reichswerken aus, denn das Unternehmen brauchte einen Partner, der außerhalb der Werksgrenzen die anzusiedelnden Menschen mit Wasser und Energie versorgt. Im neuen Wirtschaftsraum Watenstedt-Salzgitter stießen Fachleute drei Jahre zuvor auf eines der größten Eisenerzvorkommen in Deutschland. Die Planung eines Hüttenwerks war perfekt und der Bau der staatseigenen Reichswerke AG für Erzbergbau und Eisenhütten Hermann Göring (aus der die heutige Salzgitter AG hervorging) hatte bereits begonnen.
Viele tausend Wohnungen sollten so schnell wie möglich für die Arbeitskräfte und ihre Familien gebaut werden.
Nachdem die erste Bauphase der Reichswerke in Salzgitter abgeschlossen war, wurde die WEVG am 17. Februar 1940 in Berlin, dem Sitz der Hauptverwaltung der Reichswerke AG, gegründet. Standort des neuen Betriebes war Watenstedt. Das Unternehmen, das den Namen Wasser- und Energieversorgungsgesellschaft mbH Göringwerke bekam, wurde damit beauftragt, die Wasser- und Gasversorgung aufzubauen und durchzuführen.
Vier Ingenieure, 16 Handwerker und neun Kaufleute begannen am 17. Februar 1940 mit ihrer Arbeit auf einem zugewiesenen ehemaligen Bauernhof in Watenstedt.
Mit dem Bau der Versorgungsnetze für Kokereigas aus dem Reichswerk und Trinkwasser wurde in Lebenstedt und Gebhardshagen begonnen.
Von der damaligen Wohnungs-AG übernahm die WEVG 1941 das erste Wasserversorgungsnetz. Zu diesem Zeitpunkt wurden 2801 Haushalte mit Trinkwasser versorgt. Durch den kriegsbedingten Mangel an Arbeitskräften, insbesondere an Fachkräften und an Baumaterialien, ging der Ausbau der Versorgungsnetze nur langsam voran.
Bis zum Sommer 1944 wurden unter schwersten Bedingungen 69 Kilometer Versorgungsleitung und 11 Kilometer Hausanschlussleitungen verlegt.

### Nachkriegszeit
Im April 1945 besetzt die amerikanische Armee die Stadt, die Gasversorgung wurde eingestellt – und erst am 1. Juli 1946 durch den Bezug von Ruhrgas behelfsmäßig wieder aufgenommen. Nach Deutschlands Kapitulation im Jahr 1945 sowie in den ersten Nachkriegsjahren, war die Zukunft der Stadt Salzgitter und der WEVG jedoch ungewiss. Eventuell sollten die Reichswerke demontiert werden. Das hätte allen Stadt- und Versorgungsplanungen ein jähes Ende gesetzt; erst 1951 setzte der Wiederaufbau des Hüttenwerkes ein.
1952 erfolgte dann die Aufnahme der Flüssiggasversorgung (Salzgitter-Gas). Am 27. April 1967 wird die Gasgemeinschaft Salzgitter gegründet.
Die Wasserversorgung wird von der Stadt Salzgitter offiziell auf die WEVG übertragen; diese war bis dahin im Rahmenvertrag durch die WEVG erfolgt.
Ab 1988 ist die Stadt Salzgitter nicht mehr direkter Gesellschafter, sondern die neu gegründete Versorgungs- und Verkehrsgesellschaft mbH Salzgitter (VVS), die zu 100 % der Stadt Salzgitter gehört.
1995 erfolgt die Gründung der ASG, Abwasserentsorgung Salzgitter und 1999 gibt es erstmals Konzessionsvertragsabschluss zur Erdgasversorgung außerhalb des Stadtgebietes.

### Nach 2000
Im Jahr 2000 verkauft die Stadt jeweils 5 % der Gesellschafteranteile an Avacon und Thüga. Die VVS behält 90 % der Gesellschafteranteile.
2002 erfolgte die Übernahme des Unternehmensbereiches Wärme von Preussag Immobilien. 2004 scheidet Thüga als Gesellschafter aus; die Anteile werden der Avacon übertragen (insgesamt 10 %).
2005 erfolgte die Übernahme der Fernwärmelieferung aus dem Kraftwerk der Salzgitter Flachstahl; 2008 verändern sich die Gesellschafteranteile und der Firmenname: Avacon hält künftig 50,2 % der WEVG und bringt den Teilbetrieb Strom ins Unternehmen ein: Seit dem 1. Januar 2008 ist die WEVG Stromlieferant in Salzgitter; neuer Name der Gesellschaft ist WEVG Salzgitter.
Im Juli 2010 wird die Kapitalgesellschaft WEVG Salzgitter GmbH zur Personengesellschaft WEVG Salzgitter GmbH & Co. KG.